# Uploadsnelheid
De uploadsnelheid is de snelheid waarmee een op een computernetwerk (bijvoorbeeld internet) aangesloten apparaat, zoals een pc of een pda, data naar het netwerk kan sturen. Deze snelheid wordt doorgaans gemeten in kilobit per seconde (kbit/s) of megabit per seconde (Mbit/s).
Eigenlijk is uploadsnelheid een verkeerde benaming omdat het hier gaat om de uploadcapaciteit (zie capaciteit: hoeveelheid per tijdseenheid) en niet om een afstand per tijdseenheid.